# هاینینگ-ل-بوزنویل
هاینینگ-ل-بوزنویل (به فرانسوی: Heining-lès-Bouzonville) یک کمون در فرانسه است که در Canton of Bouzonville واقع شده‌است.

## خصوصیات
هاینینگ-ل-بوزنویل ۶٫۰۳ کیلومترمربع مساحت و ۴۹۶ نفر جمعیت دارد و ۳۶۶ متر بالاتر از سطح دریا واقع شده‌است.